# رو۲ قیفاووس
رو۲ قیفاووس یک ستاره است که در صورت فلکی قیفاووس قرار دارد.